# Wing Island
Wing Island is een vluchtsimulator videogame voor de Wii. Het spel werd ontwikkeld door CAProduction en uitgegeven in Japan en Noord-Amerika door Hudson Soft. Het werd gepubliceerd in Europa en Australië door Nintendo.

## Gameplay
Het wordt gespeeld met behulp van het Wii Remote. De speler wordt gekanteld de afstandsbediening horizontaal te wenden, verticaal tot gaan omhoog of omlaag, en flick de Wii controller twee keer naar de kant om eenvat-roll te doen. Als de speler de grond raakt, zal zij worden verdoofd tijdelijk eerder dan exploderen zoals gebruikelijk in de meeste vliegende spellen.
Naast een één vliegtuig, kunnen spelers ook vliegen een squadron van vliegtuigen, die tegelijkertijd worden gecontroleerd in vele formaties.
Uitdagingen zijn ballon knallen, brandbestrijding en vracht levering. 
Het spel bevat ook multi-speler mini spel elementen.

## Ontwikkeling
Volgens Hudson Soft, ontwikkeling op  Wing Island  was geïnspireerd door Nintendo's flight simulator  PilotWings, als de twee sommige duidelijke gelijkenissen delen. 

## Ontvangst
Het spel werd matig ontvangen:
| Beoordeeld door                  | Datum         | Score |
| -------------------------------- | ------------- | ----- |
| NintendoWorldReport              | 9 mei 2007    | 70%   |
| Game Informer Magazine           | mei 2007      | 52%   |
| Game Informer Magazine           | mei 2007      | 50%   |
| Gaming Target                    | 1 juni 2007   | 50%   |
| videogamer.com                   | 18 mei 2007   | 50%   |
| Kombo.com                        | 30 maart 2007 | 47%   |
| 4Players.de                      | 26 april 2007 | 45%   |
| Digital Entertainment News (den) | 18 mei 2007   | 40%   |
| Gamer.nl                         | 25 april 2007 | 30%   |
| VGPub                            | 9 april 2007  | 30%   |

PilotWings  · PilotWings 64 · Wing Island (Hudson Soft) · PilotWings Resort